# Amphiprion tricinctus
Amphiprion tricinctus és una espècie de peix de la família dels pomacèntrids i de l'ordre dels perciformes.

## Morfologia
- Els mascles poden assolir 12 cm de llargària total.[4][5]

## Alimentació
Menja principalment copèpodes planctònics i una varietat d'algues.

## Depredadors
A les Illes Marshall és depredat per serrànids.

## Hàbitat
Viu en zones de clima tropical, associat als esculls de corall, a 3-40 m de fondària i en simbiosi amb les anemonades Entacmaea quadricolor, Heteractis aurora, Heteractis crispa i Stichodactyla mertensii.

## Distribució geogràfica
Es troba a les Illes Marshall i Nova Caledònia.

## Observacions
Es pot criar en captivitat.